# Таращук, Генри Николаевич
Генри Николаевич Таращук (8 октября 1928, Полторацк — 20 ноября 2009, Уфа) — юный герой Великой Отечественной войны, юнга боевых кораблей Северного флота, общественник, один из основателей уфимского «Клуба юных моряков».

## Биография
Родился 8 октября 1928 года в городе Полторацке Туркменской АССР. Незадолго до войны он потерял мать. Отец вскоре женился вновь, а в июне 1941-го был призван на фронт. Летом 1942 года Генри случайно узнал о наборе в школу юнг. Исправив год рождения в документе с 8 на 6, в 1942 году, он был зачислен юнгой Соловецкой школы моряков I выпуска.
За отличное окончание обучения в школе юнг получил право выбрать флот, на который должен был отправиться служить. Выбор сделал в пользу Северного фронта. Стал нести службу в бригаде торпедных катеров: сначала на берегу, а весной 1944 года, в возрасте пятнадцати лет, был зачислен на ТКА-13 помощником командира катера (на стажировку), с выполнением обязанностей боцмана.
В сентябре 1944 года после тяжёлого морского боя и гибели катера тяжелораненый Генри Таращук оказался в плену. Через месяц был освобождён нашими наступающими частями, направлен в госпиталь. За тот последний бой на ТТК-13 только в ноябре 1966 года был награждён орденом Отечественной войны 1 степени.
В августе 1945 года Генри, инвалид 2-й группы, был уволен с военной службы и возвратился в родной город. Дома его не ждали, так как до этого получили похоронку. До смерти Сталина, несмотря на все подвиги, он считался врагом народа.
После окончания войны стал проживать в городе Уфе. Получил профессиональное образование, стал трудиться инженером-проектировщиком, а затем перешёл на работу в техникум преподавателем.
В 1974 году стал инициатором и основателем Уфимского «Клуба юных моряков». Преподавал воспитанникам морское дело, организовал музей, многие экспонаты которого созданы его руками. вёл активную общественную работу по патриотическом воспитанию детей и молодёжи.
Проживал в Уфе. Умер 20 ноября 2009 года.

## Награды
- Орден Отечественной войны 1 степени,
- Медаль Ушакова (СССР),
- Медаль «За победу над Германией в Великой Отечественной войне 1941—1945 гг.»,
- Медаль «За доблестный труд в Великой Отечественной войне 1941—1945 гг.»,
- Медаль «В ознаменование 100-летия со дня рождения Владимира Ильича Ленина»,
- Медаль «Ветеран труда»,
- другие медали.

## Память
- В 2015 году учебный корабль «УК-130» был переименован в «Генри Таращук» в его честь.